# NGC 7120
NGC 7120 este o galaxie situată în constelația Vărsătorul. A fost descoperită în 3 august 1864 de către Albert Marth.